# Тетлега
Тетле́га — село в Україні, у Чугуївському районі Харківської області. Населення становить 245 осіб. Орган місцевого самоврядування — Зарожненська сільська рада.

## Географія
Село Тетлега знаходиться на лівому березі річки Тетлега, нижче за течією на відстані 5 км розташоване селище Кочеток, на протилежному березі — село Зарожне. До села примикає великий лісовий масив урочище Чугуєво-Бабчанська Дача (дуб, ясен).

## Історія
Село засноване в 1647 році.
За даними на 1864 рік у казенному селі, центрі Зароженської волості Зміївського повіту, мешкало 1961 особа (927 чоловічої статі та 1034 — жіночої), налічувалось 268 дворових господарств, існувала православна церква.
За переписом 1897 року кількість мешканців зросла до 2148 осіб (1054 чоловічої статі та 1094 — жіночої), з яких всі — православної віри.
Станом на 1914 рік кількість мешканців зросла до 3 319 осіб.

## Відомі люди
В Тетлезі проживав Литвинов Іван Петрович — селянин, депутат Державної думи Російської імперії 2-го скликання.

### Народилися
- Ігнатьєв Михайло Трофимович — військовик, учасник Другої світової війни, Герой Радянського Союзу.

## Економіка
- Молочно-товарна ферма.
- Лісництво.